# Kontakt (miesięcznik)
„Kontakt” – miesięcznik redagowany w Paryżu przez członków i współpracowników NSZZ „Solidarność” w latach 1982–1990. 
Jego założycielem i dyrektorem wydawnictwa był Mirosław Chojecki, redaktorem naczelnym do roku 1987 Bronisław Wildstein. Pismo rozprowadzane także w Bukselii i w Londynie, drukowało w Paryżu Wydawnictwo Spotkania w dwóch formatach A-4  oraz w formie miniaturek A-6 przeznaczonych do darmowego kolportażu do Polski za żelazną kurtynę.